# HP-150

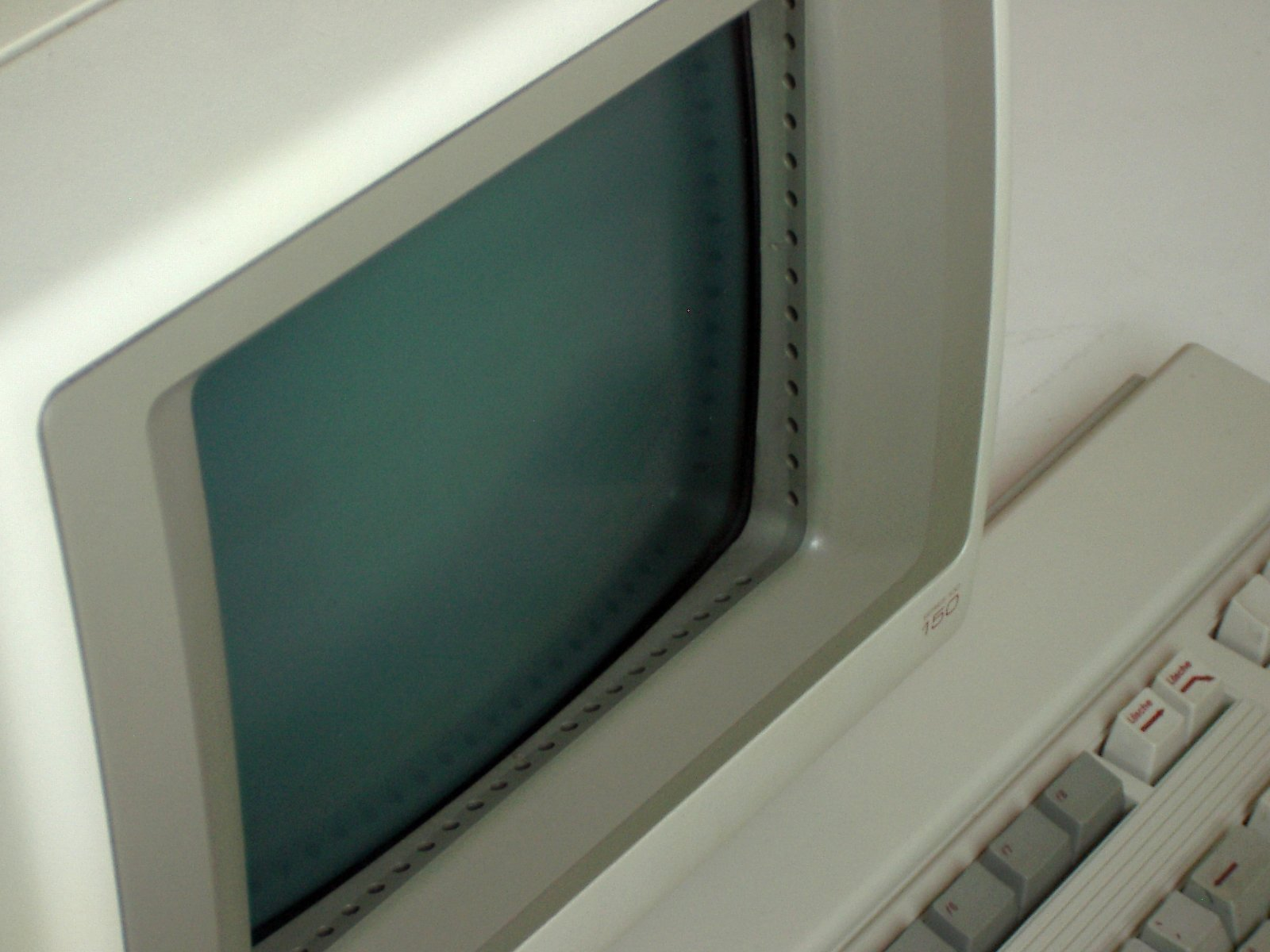
Touchscreen do HP-150

O HP-150 foi um "compacto, poderoso e inovativo" computador fabricado pela Hewlett-Packard em 1983  baseado no Intel 8088. Foi um dos primeiros computadores comercializados de ecrã tátil. Não era IBM PC compatível, embora fosse possível utilizar o MS-DOS. O CPU 8088, de 8 MHz, era mais rápido que os de 4,77 MHz da época utilizados nos IBM PC. O HP-150 com um disco rígido opcional tinha o nome de "Touchscreen MAX".
O ecrã não era propriamente "tátil", sendo um ecrã de 9" CRT da Sony envolto em emissores de infravermelhos que detetavam no visor a posição de qualquer objeto não transparente.